# Cephaloziella flexuosa
Cephaloziella flexuosa là một loài rêu trong họ Cephaloziellaceae. Loài này được C. Gao & G.C. Zhang mô tả khoa học đầu tiên năm 1984.